# 赫特福德郡旗
赫特福德郡旗（flag of Hertfordshire）是英國英格蘭赫特福德郡的旗幟，自2008年11月19日開始使用。旗幟設計為藍白相間的波浪上有黃色盾牌，盾牌上有一隻鹿。